# Jan van Balkum
Jan Willem van Balkum (ur. 29 lutego 1888 w Rossum, zm. 17 maja 1978 tamże) – holenderski strzelec, olimpijczyk.
Brał udział w Letnich Igrzyskach Olimpijskich 1924. Startował tylko w pistolecie szybkostrzelnym z 25 metrów, w którym zajął 45. miejsce.

## Wyniki olimpijskie
| Igrzyska | Konkurencja                   | Wynik      | Miejsce    | Źródło |
| -------- | ----------------------------- | ---------- | ---------- | ------ |
| IO 1924  | Pistolet szybkostrzelny, 25 m | 13 punktów | 45 (na 55) | [ 1 ]  |